# Kočovce
Kočovce (in ungherese Kocsóc) è un comune della Slovacchia facente parte del distretto di Nové Mesto nad Váhom, nella regione di Trenčín.